# Kultivator (musikgrupp)
Kultivator var en svensk musikgrupp som var verksam i Linköping 1978–1980. De gav ut studioalbumet Barndomens stigar 1981, vilket tio år senare fick internationell uppmärksamhet. Därefter har albumet utgivits i flera CD-utgåvor.